# Staatliche Ilia-Universität
Die Staatliche Ilia-Universität (georgisch ილიას სახელმწიფო უნივერსიტეტი, Ilias sachelmzipo uniwersiteti) ist eine Hochschule in der georgischen Hauptstadt Tiflis. 

## Geschichte
Am 1. Oktober 1948 wurde die Staatliches Institut für Fremdsprachen Tiflis gegründet. Später wurde das Institut zur Universität erhoben und erhielt den Namen Staatliche Ilia-Tschawtschawadse-Universität für Sprache und Kultur nach der Leitfigur der georgischen Nationalbewegung, dem Dichter, Dramaturgen und Journalisten Ilia Tschawtschawadse. Es konnten Abschlüsse in Englisch, Deutsch, Spanisch, Italienisch, Georgisch, Russisch und Schwedisch erworben werden.
2006 wurde sie mit der Sulchan-Saba-Orbeliani-Universität (ursprünglich: Institut) für Pädagogik vereinigt und erhielt dabei ihren heutigen Namen. Seither wurden weitere Bildungs- und Forschungseinrichtungen der Universität angeschlossen: die Staatliche Akademie für Sporterziehung und Sport (2007–2012), das Dawit-Guramischwili-Kolleg für Pädagogik, das Iakob-Gogebaschwili-Forschungsinstitut für Pädagogik, das Nationale Astrophysikalische Ewgeni-Charadse-Observatorium Abastumani, das Seismologische Monitoring-Zentrum sowie das Zoologische Institut.

## Profil
Die Universität verfügt heute über sechs Fakultäten:
- Wirtschaftswissenschaftliche Fakultät
- Ingenieurwissenschaftliche Fakultät
- Juristische Fakultät
- Philosophische Fakultät
- Fakultät für Graduiertenprogramme
- Sportwissenschaftliche Fakultät

Darüber hinaus gehören zur Universität zahlreiche Forschungsinstitute.
Die Universität erhebt für sich den Anspruch, als Reformuniversität eine Pionierstellung in Georgien einzunehmen, und legt besonderen Wert auf die Förderung neuer Initiativen und wissenschaftliche Freiheit in Studium, Lehre und Forschung.